# Combino
A Combino egy alacsony padlós villamostípus márkaneve, melyet a Siemens Transportation Systems gyárt. Prototípusát 1996-ban mutatták be a düsseldorfi Düwag műveknél, a könnyű alumínium felépítményű, moduláris jármű egy időben a világ egyik legnépszerűbb villamostípusa volt. A Combino kereskedelmi sikerének az alumínium szerkezeti elemek hibás méretezésével kapcsolatos botrány vetett véget, miután az alig néhány éves járművek felépítménye több német üzemeltetőnél is megrepedt és a járműveket biztonsági okok miatt ki kellett vonni a forgalomból. A Siemens cég a Combino márkanevet megtartva Krefeld-Uerdingenbe helyezte át a gyártást, ahol hasonló formatervezéssel, de teljes mértékben megváltozott műszaki tartalommal, osztrák tervek alapján gyártanak acél vázszerkezetű villamosokat, többek között a BKV Zrt. (Budapest főváros) részére is.

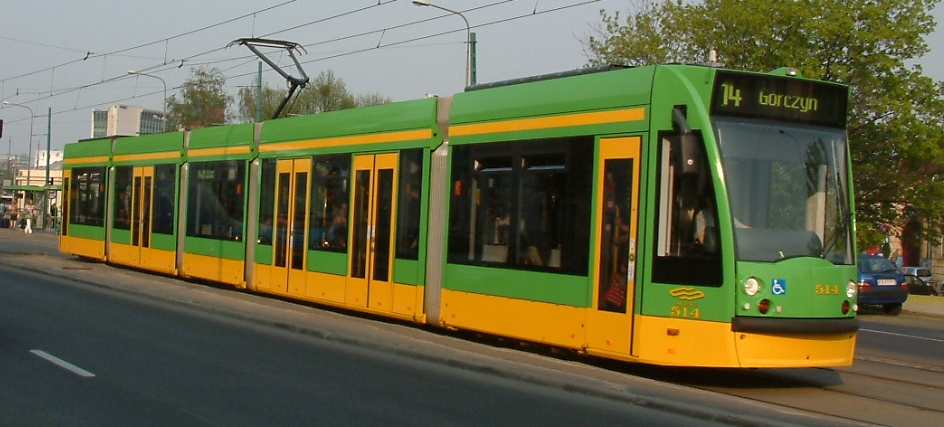
Combino villamos Poznańban

## Technikai specifikációk

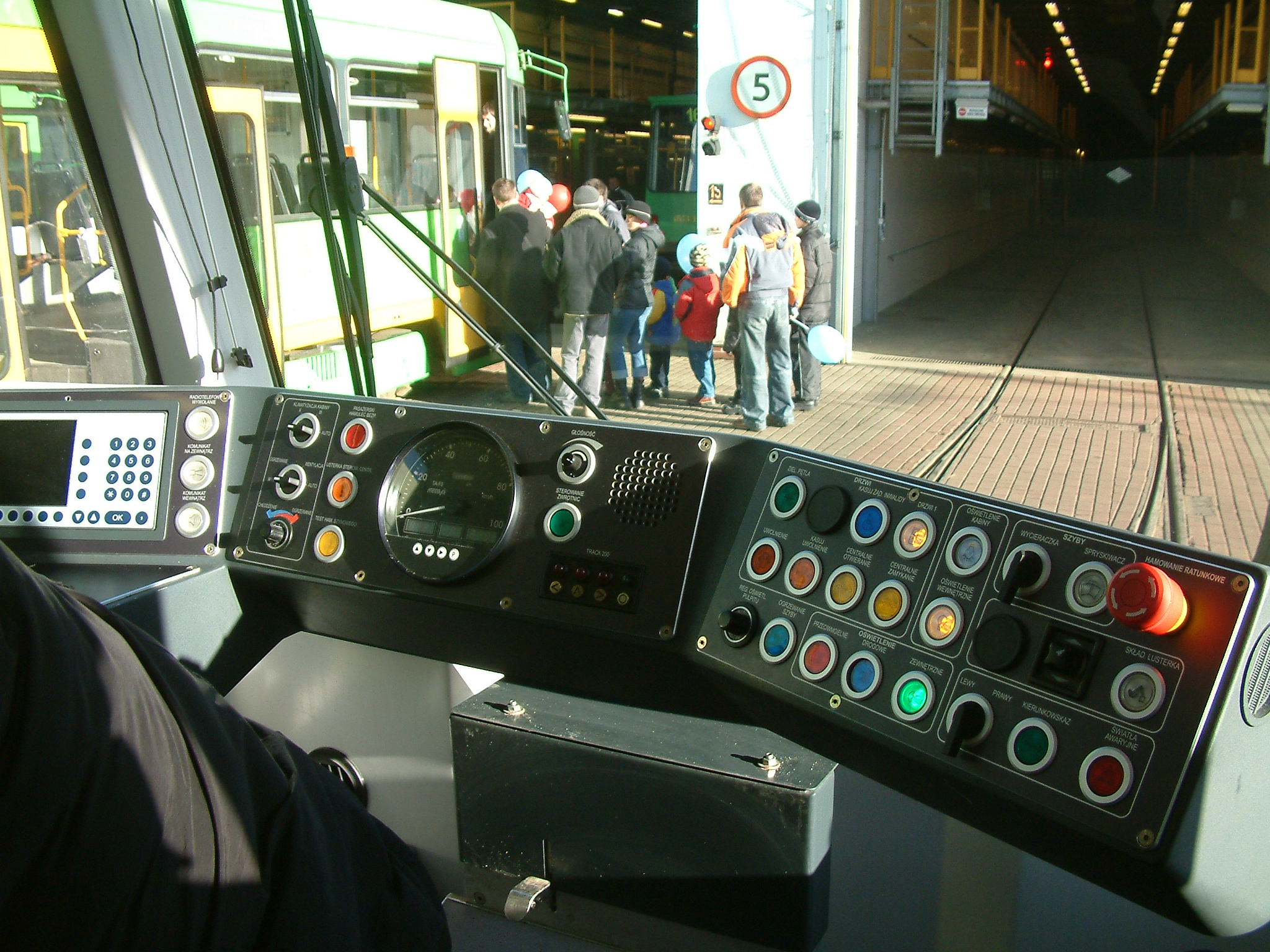
A vezetőfülke

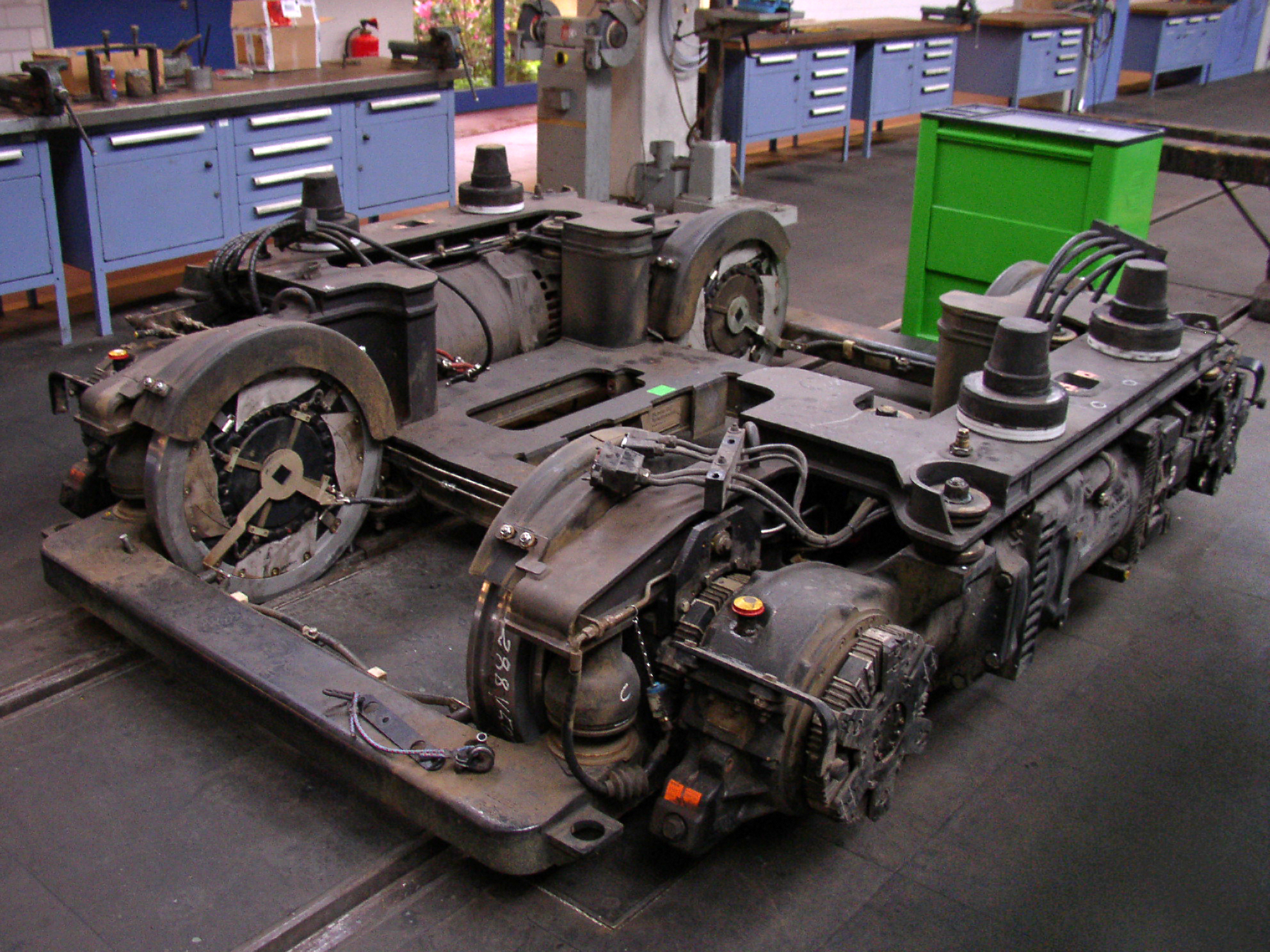
A villamos „motoros gurulókeretében” egy-egy villanymotor található mindkét oldalon. Jól látható, hogy a járműnek nincsenek sem tengelyei, sem forgóváza. A gurulókeret csak csavarrugókon és nyomatéktámokon keresztül kapcsolódik a kocsiszekrényhez.

### Combino MkI
A villamos legtöbb része alumíniumból készült, amelyek megerősített alvázakon nyugszanak. Egy szerelvény több blokkból épül fel, így elvileg a villamos hossza is rugalmasan növelhető az igényeknek megfelelően. A 19 m hosszú nordhausenitől a 43 méteres bázeliig többfélét találhatunk a világban, ezek általában 150-200 személyesek. Mindegyik villamos alacsony padlós és 10 tonnáig terhelhető. Gyártják egyirányú és kétirányú kivitelben is.

### Combino Supra/Combino MkII
A klasszikus Combino típus (az MkI) jelenleg nincs gyártás alatt. Budapest és a portugáliai Almada városa a gyártóval való megegyezés alapján egy ADtranz elv-licenc alapján legyártott új villamostípust kapott, Combino Supra néven. Ezek alumínium helyett már könnyűszerkezetű acélból épülnek fel. Jellemzőjük még a multicsuklós „klasszikussal” szemben a rövidcsuklós kialakítás, csak itt már a Tátra villamosokból ismert rudazat vagy MAN-féle torziós rugózás helyett alacsony építési magasságú hidraulikát alkalmaztak; ez magával vonta a forgózsámoly és a padlólemez teljes áttervezését.

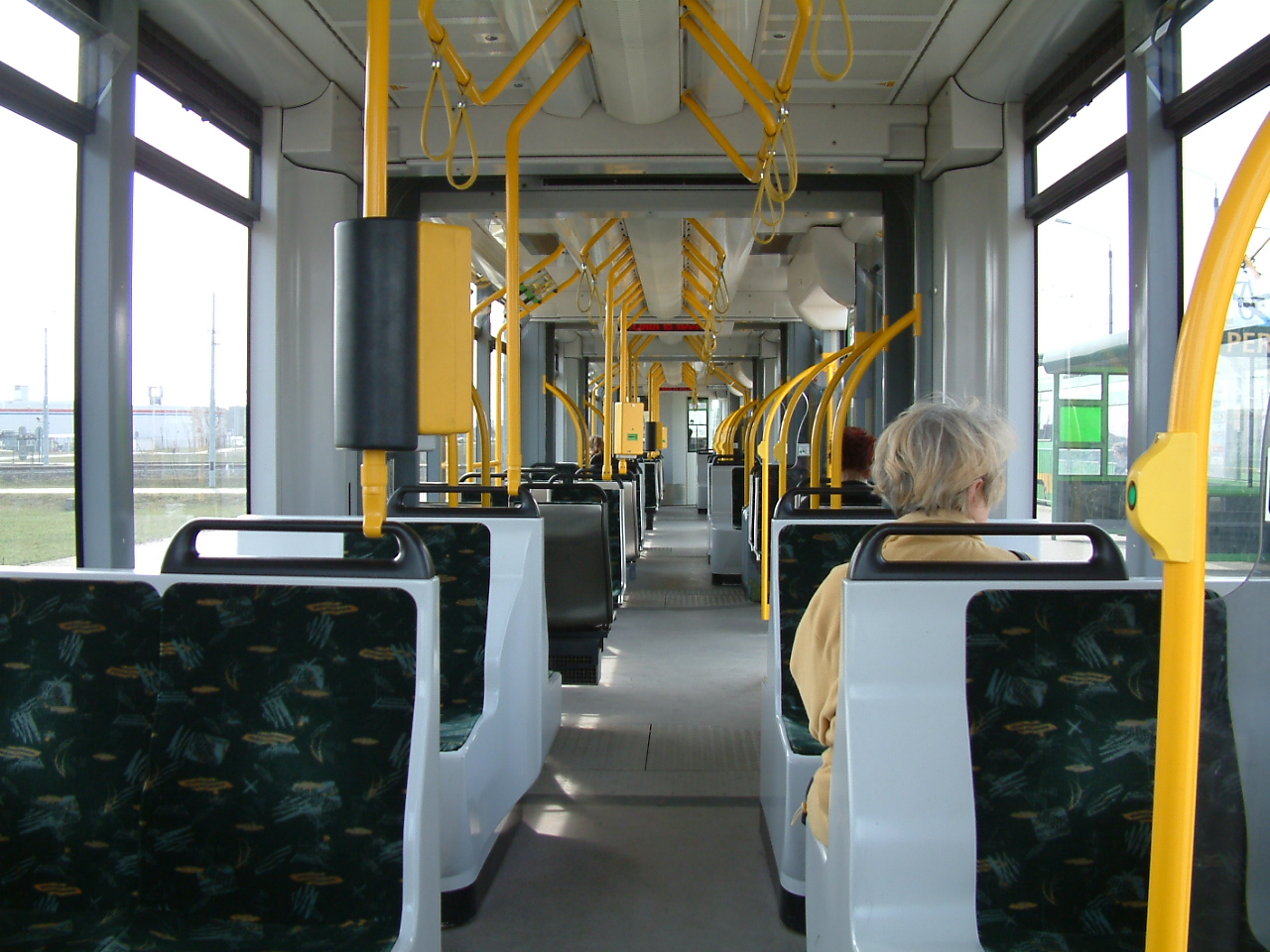
A poznańi Combino utastere

### A konstrukció hibái
2004. március 12-én a Siemens mérnökei bejelentették, hogy az alumínium vázak elméretezései miatt bekövetkező törésveszély miatt tanácsos minden 120 000 km-t futott Combinót kivonni a forgalomból. A hajszálrepedésekkel borított falak miatt fennállt a veszélye, hogy a plafon leszakad, súlyos balesetet idézve ezzel elő. Április tizenkettedikén a Siemens bejelenti: tervezési hiba áll a háttérben. Május végéig számtalan járművet kivontak a forgalomból több európai városban is. A Siemens veszteségei 300 millió euróra tehetők. A hibából tanulva Budapesten már kifinomultabb változatok közlekedhetnek, hiszen ide már áttervezett, rozsdamentesacél-szerkezetű prototípusok érkeztek (emiatt késett a kivitelezés is, amiért kárpótlásul 3 milliárd forintot fizetett a Siemens a BKV-nak). Kisebb gondot jelent az alacsony padló miatti magas kerékdobok közötti szűk hely.

## Közlekedtetésük

### Budapest

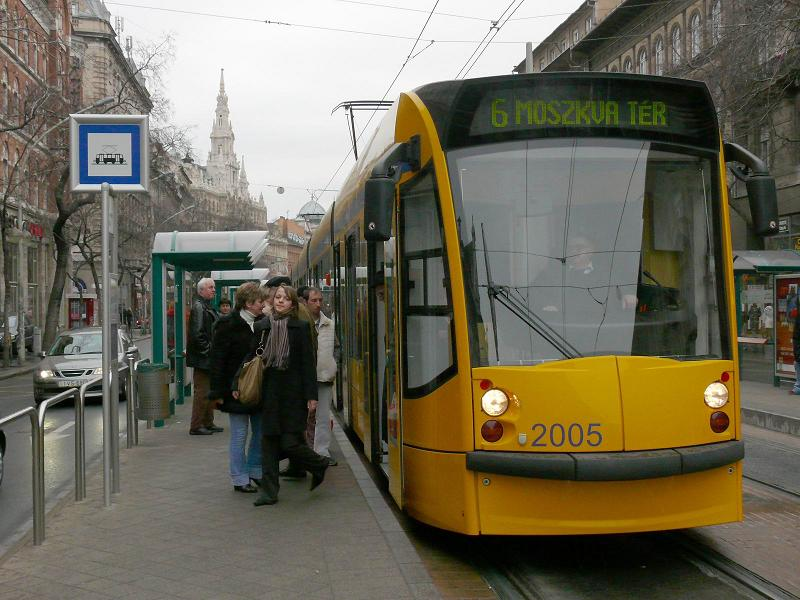
Combino Supra a budapesti Erzsébet körúton

Budapesten 2006 óta a kiemelten forgalmas nagykörúti 4–6-os vonalon, 2016 óta pedig az 1-es vonalon is járnak Combino Supra villamosok. Típusjelzésük NF12B. Az 54 méter hosszú egyterű járműben 353 férőhely található. A kocsik rozsdamentes acélból készültek, vagyis nem a korábbi típushibát okozó alumíniumból. A sárga járművek mindkét oldalán 8-8 darab kétszárnyú, úgynevezett külső lengő-tolóajtó található. A típus sok kritikát kapott itthon: sokak szerint kevés a 64 darab ülőhely. A nagy üvegfelülethez képest kis méretű eltolható ablakok és a légkondicionáló nélküli szellőzés az utastérben nyáron kellemetlen fülledt hőséget okozott. (A Siemens alapvetően klímaberendezéssel gyártja ezeket a járműveket. A kocsikban utólag emelték a nyitható ablakok számát és 2008 júniusáig az összes szerelvénybe légkondicionáló berendezést szereltek az utasok és a média nyomására.)

### Potsdam

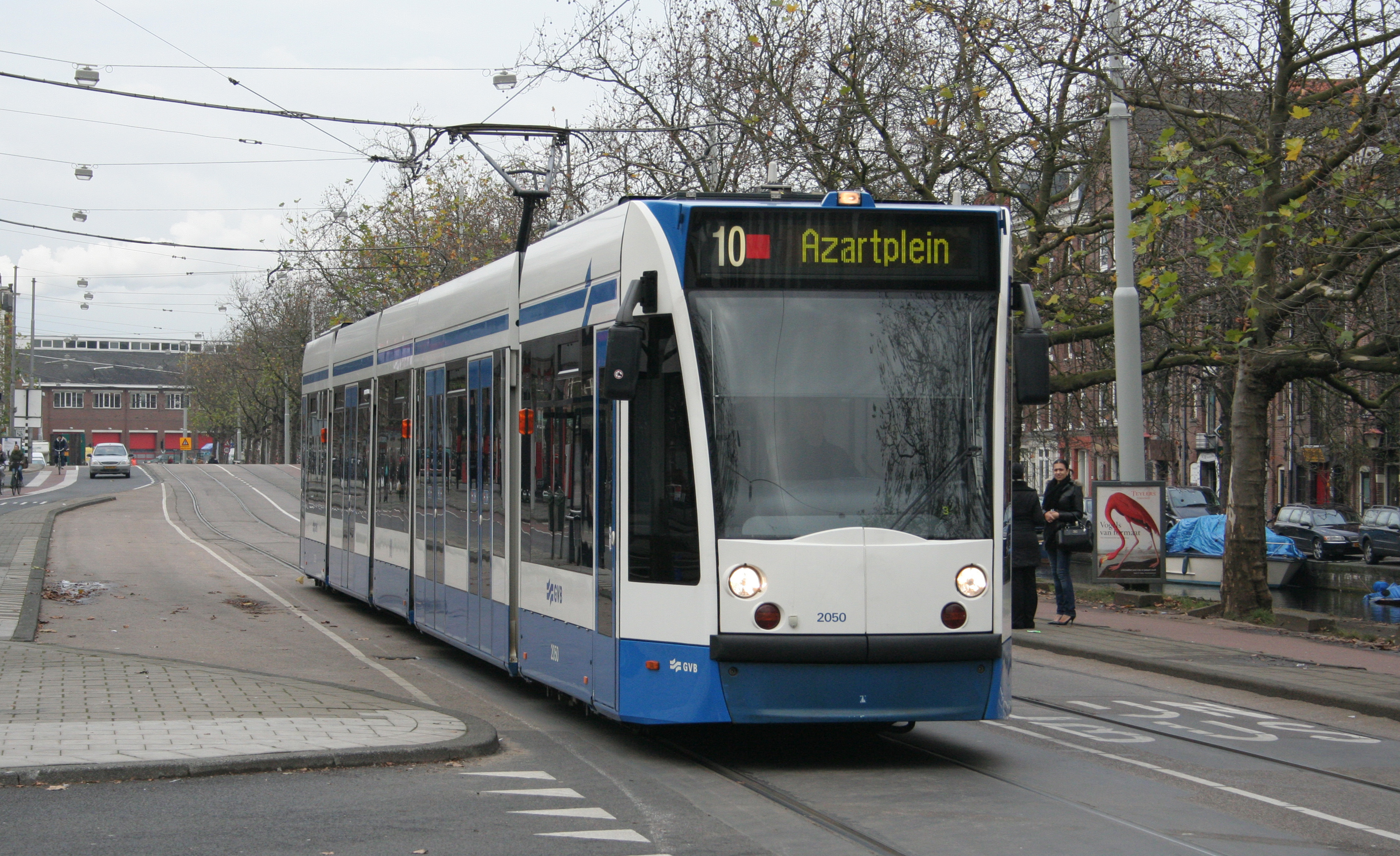
Amszterdam

1997-ben németországi Potsdam volt az első város, amely Combinókat vásárolt. A választásnál előnyt jelentett az alacsony padlós szerkezet. 2009-ig további 49 darab beszerzését tervezik. A Siemens jó érzékkel kihasználva a város választását, itt közlekedő kocsikkal kampányolt más városokban. Ám rövid szolgálat után kiderült, hogy a villamosok hangosabbak, mint az előttük használt CKD Tatra típusúak. Amikor 2004-ben a tervezési botrány miatt kivontak tizennégyet a forgalomból, a Tatrákat hozták vissza. A visszacserélés odáig fajult, hogy Ukrajnából hozattak vissza néhány használtan eladott példányt.

### Amszterdam

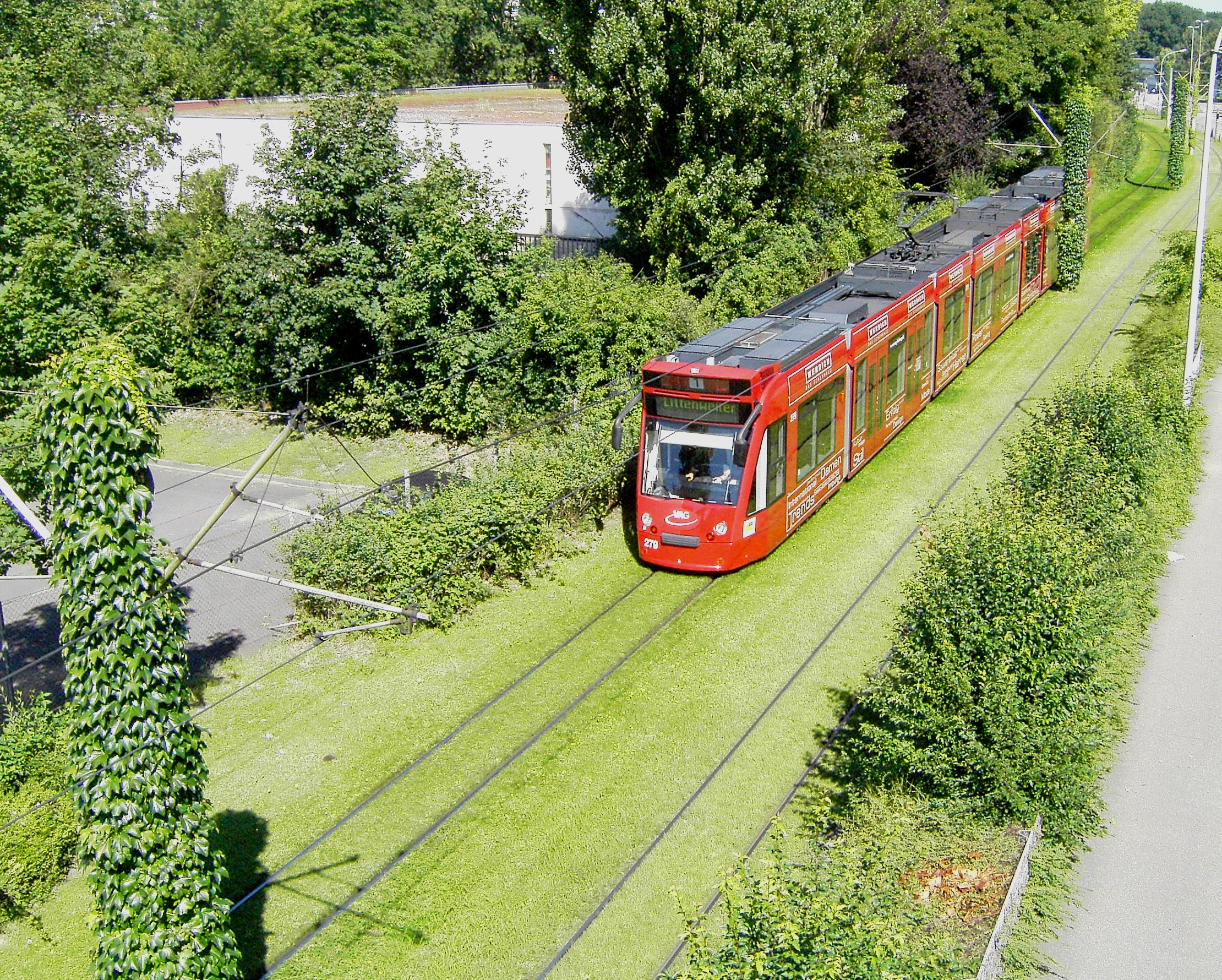
Freiburgban füvesített pályán

2004 júniusában, 120 000 km-nyi futás után kivonták a forgalomból a két legrégebbi amszterdami Combinót. Ennek oka az volt, hogy megtalálták rajtuk is a hajszálrepedéseket. A maradék tizenkettő jármű azonban továbbra is üzemben maradt, és eddig semmilyen probléma nem fordult velük elő, leszámítva a padlókon keletkező repedéseket néhány példánynál, melyeket azóta sikerrel javítottak.

### További előfordulásuk
- Ausztrália: Melbourne
- Japán: Hirosima
- Lengyelország: Poznań
- Magyarország: Budapest
- Németország: Augsburg, Düsseldorf, Erfurt, Freiburg, Nordhausen, Ulm
- Olaszország: Verona
- Portugália: Almada
- Svájc: Bázel, Bern